# Cătălin Măruță

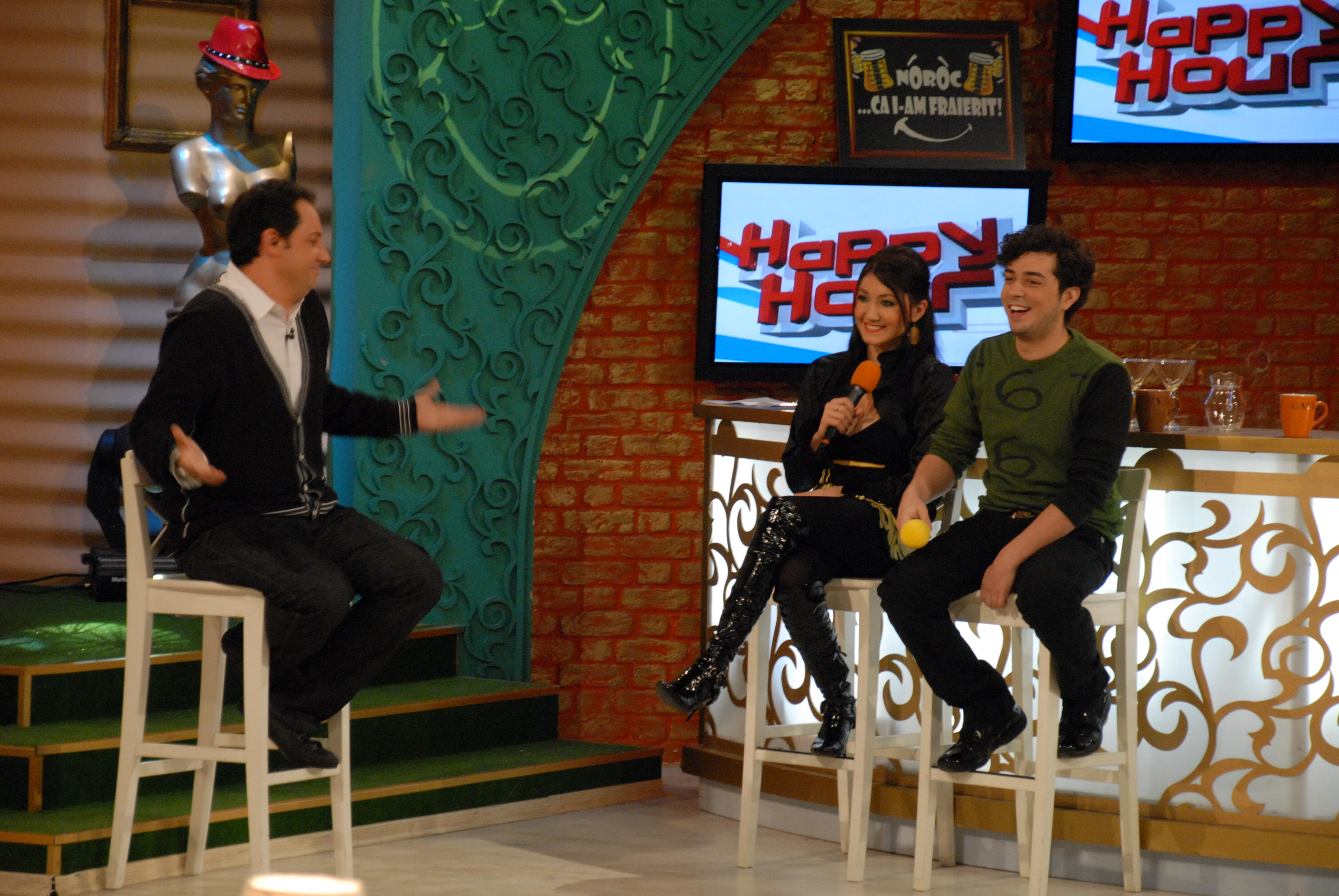
Cătălin Măruță, Dalma Kovács și Marius Moga în emisiunea Happy Hour

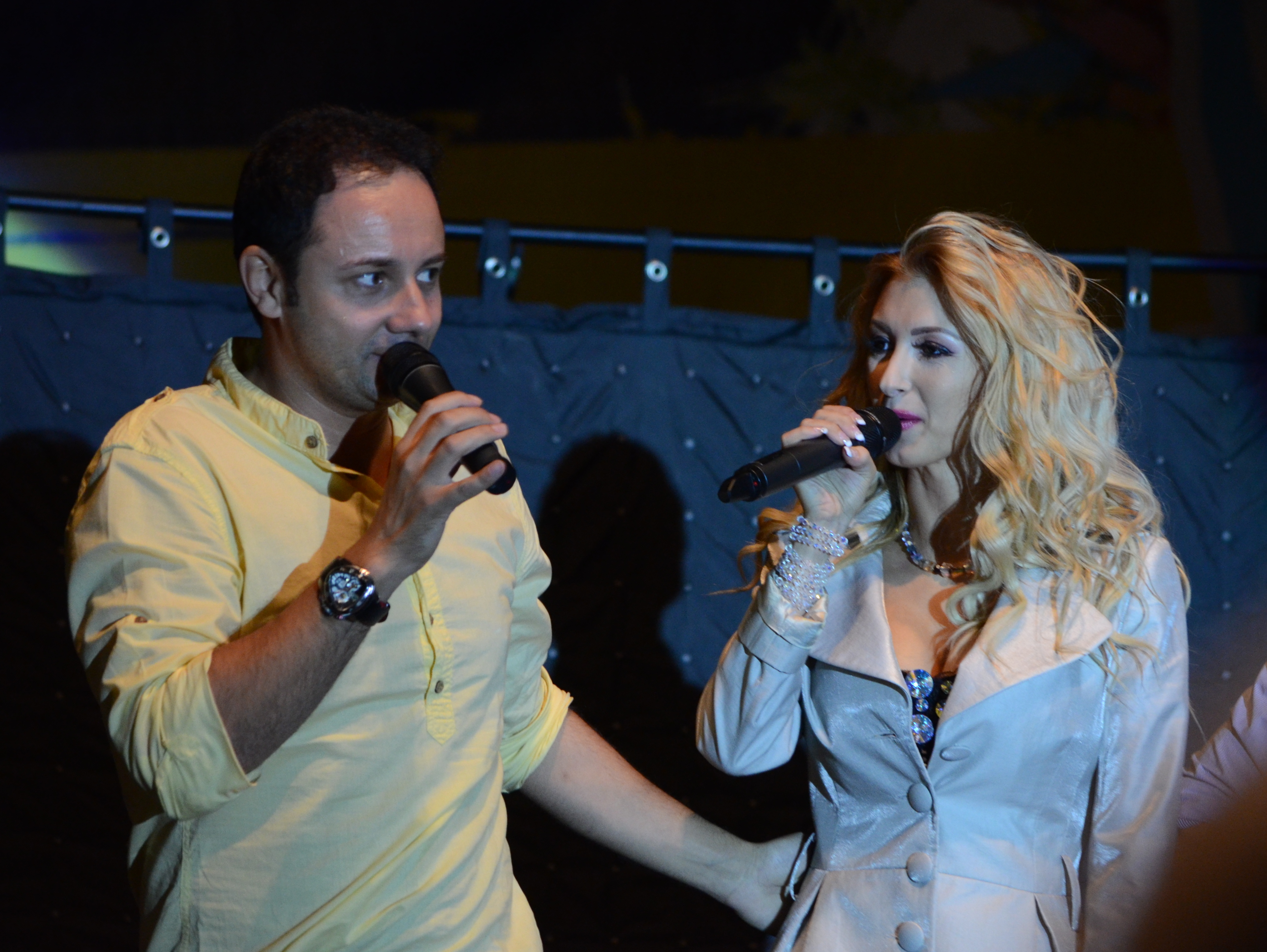
Cătălin Măruță și Andreea Bălan, la Mix Music Evolution 2012, București

Cătălin Constantin Măruță (n. 27 ianuarie 1977, Târgu Jiu, România) este un prezentator de televiziune român, cunoscut pentru campania anti-playback pe care o duce în show-biz-ul românesc. A urmat Facultatea de Drept din cadrul Universității „Nicolae Titulescu”, în timpul căreia s-a angajat la un post de radio, iar mai târziu la TV Super Nova. În urma unor probe a ajuns în Televiziunea Română la Trupa DP 2, în paralel lucrând la postul de radio Activ FM. 
A prezentat mai multe emisiuni în perioada în care a lucrat la canalul TVR 2. A fost coprezentator al selecției naționale pentru Eurovision 2006, alături de Luminița Anghel și a moderat dezbaterea de după selecție. Ca prezentator și entertainer al Caravanei TVR 50 a fost prezent la Timișoara, Craiova, Iași, Cluj. A filmat cu Medeea Marinescu pentru seria „50 de ani de divertisment în 50 de emisiuni”. 
Din 24 octombrie până pe 23 decembrie 2005 a avut o colaborare cu canalul de televiziune Realitatea TV, fiind prezentator al emisiunii Trezește-te la Realitate cu Măruță.
A fost și prezentator al emisiunii Tonomatul DP2 din 2002 în 2005 la postul TVR 2. Din 22 octombrie 2007 este prezentatorul emisiunii de divertisment La Măruță (Happy Hour până în septembrie 2013) la postul Pro TV.

## Viața personală și activități
Din 23 august 2008 este căsătorit cu interpreta română Andra. Pe 16 martie 2011 cei doi au devenit părinți când Andra a născut un băiat pe nume David. În iulie 2015 Andra a născut cel de-al doilea copil, o fetiță pe nume Eva Maria Ioana. Eva are unul dintre rolurile principale în comedia de succes Tati part-time, care a debutat în cinematografe în ianuarie 2024.